# 동물정의당
동물정의당(영어: Animal Justice Party)은 오스트레일리아 정치 분야에서 동물권을 주장하는 정당이다. 2011년 5월 3일에 오스트레일리아 선거위원회에 공식 승인받았으며, 2018년 연방 선거 단체에 소속된 연방 정당으로 등록되어 연방 정부의 자금 지원 자격을 얻었다. 동물정의당은 오스트레일리아에서 최초로 동물권 문제를 증진시키기 위해 설립된 정당이다.

## 같이 보기
- 배양육
- 오스트레일리아의 정당
- 비거니즘
- 채식주의